# 신하시마역
신하시마역(일본어: 新羽島駅)은 일본 기후현 하시마시에 위치한 나고야 철도 하시마선의 철도역이다. 다케하나 선과 하시마 선의 최종 종착역이자, 역 번호는 TH 09이며, 단선 승강장 1면 1선의 구조를 갖춘 지상역이다.

## 타는 곳
| ■ 하시마 선 | 다케하나 · 가사마쓰 · 메이테쓰기후 방면 |

## 이용 현황
- 2013년 : 2,403명

## 역 주변
- 메이신 고속도로 기후하시마 나들목
- JR 도카이도 신칸센 기후하시마역

## 인접 역
| 나고야 철도 하시마선                | 나고야 철도 하시마선 | 나고야 철도 하시마선 |
| ----------------------------------- | -------------------- | -------------------- |
| TH 08 에기라 가사마쓰 · 에기라 방면 | ■ 하시마선           | 시·종착역            |